# 56 Девы
56 Девы (лат. 56 Virginis), HD 115062 — одиночная звезда в созвездии Девы на расстоянии приблизительно 703 световых лет (около 216 парсек) от Солнца. Визуальная звёздная величина звезды — +6,982m.

## Характеристики
56 Девы — оранжево-красный гигант спектрального класса M1III, или K5. Масса — около 3,671 солнечной, радиус — около 39,813 солнечного, светимость — около 201,921 солнечной. Эффективная температура — около 4819 K.

## Планетная система
В 2019 году учёными, анализирующими данные проектов Hipparcos и Gaia, у звезды обнаружена планета HIP 64625 b.